# Lijst van voetbalinterlands Barbados - Cuba
Deze lijst van voetbalinterlands is een overzicht van alle officiële voetbalwedstrijden tussen de nationale teams van Barbados en Cuba. De landen speelden tot op heden negen keer tegen elkaar. De eerste ontmoeting, een vriendschappelijke wedstrijd, werd gespeeld in Santo Domingo (Dominicaanse Republiek) op 28 februari 1974. Het laatste duel, een groepswedstrijd tijdens de CONCACAF Nations League 2022/23, vond plaats op 23 maart 2023 in Bridgetown.

## Wedstrijden
| № | Plaats           | Datum            | Competitie                      | Wedstrijd       | Uitslag |
| - | ---------------- | ---------------- | ------------------------------- | --------------- | ------- |
| 1 | Santo Domingo    | 28 februari 1974 | Vriendschappelijk               | Cuba − Barbados | 2 − 0   |
| 2 | Havana           | 7 mei 2000       | WK 2002 kwalificatie            | Cuba − Barbados | 1 − 1   |
| 3 | Bridgetown       | 22 mei 2000      | WK 2002 kwalificatie            | Barbados − Cuba | 1 − 1   |
| 4 | Bridgetown       | 20 februari 2005 | Caribbean Cup 2005              | Barbados − Cuba | 0 − 3   |
| 5 | Havana           | 25 oktober 2008  | Caribbean Cup 2008 kwalificatie | Cuba − Barbados | 1 − 1   |
| 6 | Wildey           | 26 augustus 2018 | Vriendschappelijk               | Barbados − Cuba | 0 − 0   |
| 7 | Wildey           | 29 augustus 2018 | Vriendschappelijk               | Barbados − Cuba | 0 − 2   |
| 8 | Santiago de Cuba | 5 juni 2022      | CONCACAF Nations League 2022/23 | Cuba − Barbados | 3 − 0   |
| 9 | Bridgetown       | 23 maart 2023    | CONCACAF Nations League 2022/23 | Barbados − Cuba | 0 − 1   |

## Samenvatting
| Competitie                 | Totaal gespeeld | Winst Barbados | Gelijk | Winst Cuba | Doelsaldo Barbados – Cuba |
| -------------------------- | --------------- | -------------- | ------ | ---------- | ------------------------- |
| WK-kwalificatie            | 2               | 0              | 2      | 0          | 2 − 2                     |
| CONCACAF Nations League    | 2               | 0              | 0      | 2          | 0 − 4                     |
| Caribbean Cup              | 1               | 0              | 0      | 1          | 0 − 3                     |
| Caribbean Cup-kwalificatie | 1               | 0              | 1      | 0          | 1 − 1                     |
| Vriendschappelijk          | 3               | 0              | 1      | 2          | 0 − 4                     |
| Totaal                     | 9               | 0              | 4      | 5          | 3 − 14                    |

Wedstrijden bepaald door strafschoppen worden, in lijn met de FIFA, als een gelijkspel gerekend.